# 아내를 빼앗긴 사나이
"아내를 빼앗긴 사나이"는 1962년 공개된 대한민국의 영화이다.

## 배역
- 김승호
- 조미령
- 김희갑